# Premios Felipe Trigo
El Premio Felipe Trigo es un galardón literario anual creado en el año 1981 por iniciativa del Ayuntamiento de Villanueva de la Serena, que, en el concejo municipal del 24 de noviembre de 1980, acordó instituirlo como homenaje al escritor Felipe Trigo, nacido en esta ciudad en el año 1864.
Comenzó con dos modalidades, Novela y Narración Corta, a la que en la II Edición, se añadió una tercera, la de Narración Corta de autor extremeño, que desapareció en la VIII Edición del año 1988. 
La dotación económica es de seis mil euros para la Narración Corta y veinte mil para la Novela. Se concede en el mes de diciembre y las obras ganadoras son publicadas por la Editorial Algaida.
En el mes de agosto de 2011, la Junta de Extremadura quitó la subvención que venía dando al Premio.A pesar de ello, la concejala del Premio Felipe Trigo de Villanueva de la Serena, María Lozano, afirmó que el galardón seguiría adelante.

## Novela
- 1981 • La travesía, de Esperanza Cifuentes García de la Barrera
- 1982 • Los demonios del síndrome, de Arturo Sánchez Vicente
- 1983 • Manuela y el mundo, de Elena Santiago
- 1984 • Las cuatro de la tarde, de Moisés Cayetano Rosado
- 1985 • La leyenda de Pedro, el raro, de Alfonso Martínez Garrido
- 1986 • El deseo como un animal vivo, de Pedro Crespo García
- 1987 • Sombras en el espejo, de Juan José Ruiz Rico
- 1988 • El morador insomne, de Antonio Jiménez Casero
- 1989 • Las cien torres de Babel, de Otumba Fernando Ponce y Rafael Flores
- 1990 • Piedra de mármol rojo, de Julián Ruiz Bravo
- 1991 • Diálogo con las sombras, de Luis Blanco Vila
- 1992 • Destierro, de José de Uña Zugasti
- 1993 • La bruja de Lanta de Néstor Gustavo Díaz Bedoya
- 1994 • Distorsión, de Juan José Suárez Serrano
- 1995 • El juego de la mandrágora, de Álvaro Bermejo Marcos
- 1996 • Las argucias de Frestón, de José Antonio Ramírez Lozano
- 1997 • Viviré, si no me olvidas, de Daniel Arenas
- 1998 • El mal de la piedra, de Francisco Merino Morales
- 1999 • Los poemas de la arena, de Ricardo Gómez Gil
- 2000 • El Baño de la Cava, de Alfonso Ruiz de Aguirre Bullido
- 2001 • Los muertos siempre pierden los zapatos, de Raúl Argemí
- 2002 • El arte de matar dragones, de Francisco Ignacio del Valle
- 2003 • De las cenizas, de Guillermo Galván Olalla
- 2004 • Alejandro Quintana, de J. Miguel Martín de la Vega
- 2005 • La poetisa, de Jesús Tíscar
- 2006 • Regina Angelorum, de Alberto Castellón Serrano
- 2007 • Judit Holofermes, de Fernando Villamia
- 2008 • Las manzanas de Erasmo, de José Antonio Ramírez Lozano
- 2009 • Historia vulgar de la Geopolítica. La maldición de los Haushofer, de Eduardo Elías Rosenzvaig[5]
- 2010 • Declarado desierto[6]
- 2011 • Al acecho, de Noemí Sabugal[7]
- 2012 • Una historia perdida de Marisol Ortiz de Zárate
- 2013 • Tu nombre con tinta de café de Fernando Martínez López[8]

- 2014 • Yucé El Sefardi de Gregorio González Olmos[9]
- 2015 • El heredero de Abdel, de Evaristo Laguna Téllez[10]
- 2016 • Morderás el polvo, de Roberto Osa López[11]
- 2017 • Los nombres de los barcos, de Juan Carlos Vázquez García[12]
- 2018 • Dragoman, de Jordi Juan Martínez[13][14]
- 2019 • Los caballos inocentes, de Raúl Quirós Molina[15]
- 2020 • La lluvia inglesa, de Ana Muela[16]
- 2021 • Malasanta, de Antonio Tocornal.[16]
- 2022 • Canción de despedida, de Elisenda Hernández Janés

## Narración corta
- 1981 • El Conchito, de José Joaquín Rodríguez Lara
- 1982 • La charca, de Juan Gómez Saavedra
- 1983 • El eco viene distorsionado, de José Luis Ramírez de Arellano
- 1984 • Memento de los pavos reales, de Manuel Jurado López
- 1985 • Solos al sol con Dalila, de Anastasio Fernández Sanjosé
- 1986 • Los fusilados de ayer, de Fanny Buitrago
- 1987 • Los canardos, de Dolores Soler-Espiauba
- 1988 • Mujer con paisaje de luna, de Dolores Soler-Espiauba
- 1989 • Cuesta del perro, de Carlos Murciano
- 1990 • Ausencia, de Emilio Rey
- 1991 • El testamento de la marquesa, de Luis Díez Tejón
- 1992 • El filósofo en su jaula, de Manuel Jurado López
- 1993 • Como si nada existiese, de José María Pérez Álvarez
- 1994 • El marido de Alicia, de Félix Grande
- 1995 • Novela famosa de los asombros de Parténope, de Félix Dativo Donate Aparicio
- 1996 • ¡Con viento fresco Mónica!, de Matilde Asensi
- 1997 • Un sótano para unas manos, de Rafael J. Benítez
- 1998 • La mácula, de Enriqueta Flores Arredondo
- 1999 • El flamboyán, la esclava y el mambí, de Luis Arturo Hernández Pérez
- 2000 • Una tristeza antigua, de José Luis Sevillano Fernández
- 2001 • Alas Negras, de Miguel Ángel Otero Furelos
- 2002 • Ella Anda, de Francisca Gata Amate
- 2003 DESIERTO
- 2004 Las horas contadas de Mario Quirós Lobo
- [17] 2006 • La importancia de que las abejas bailen, de Diego González
- 2009 • Ni diez kilómetros de paternidad, de Mariano Catoni[5]
- 2010 • Cerezas, de Enrique Javier de Lara[18]
- 2011 • La leyenda de Abelardo, del periodista uruguayo Bernardo Pilatti[1]
- 2012 - Mamá duerme la siesta, de Beatriz Olivenza
- 2013 • DECLARADO DESIERTO
- 2014 - Los variados avatares de Chejov, de José María Fons Guardiola
- 2015 • De libros y hombres, de Miguel Torres López de Uralde[10]
- 2016 • DECLARADO DESIERTO[19]
- 2017 • DECLARADO DESIERTO
- 2018 • El cuento del espejo, de Rui Díaz Correia[14]
- 2019 • El síndrome de Diógenes, de Juan Ramón Santos[20]
- 2020 • DECLARADO DESIERTO.[16]
- 2021 • Efecto Foehn, de Susana García Nájera[16]
- 2022 •